# Episinus malachinus
Episinus malachinus là một loài nhện trong họ Theridiidae.
Loài này thuộc chi Episinus. Episinus malachinus được Eugène Simon miêu tả năm 1895.